# Mulumbi (Milenge)
Mulumbi è un ward dello Zambia, parte della Provincia di Luapula e del Distretto di Milenge.